# Michael Bacall
Michael Bacall, właściwie Michael Stephen Buccellato (ur. 19 kwietnia 1973 w Los Angeles) – amerykański aktor, dwukrotnie (1990, 1992) nominowany do Nagrody Młodych Artystów, scenarzysta.

## Życiorys
Urodził się w rodzinie pochodzenia włoskiego, w tym sycylijskiego. Od najmłodszych lat występuje w filmach i telewizji. W 2001 zaczął zajmować się pisaniem scenariuszy do filmów. Jest współautorem skryptu do dramatu Jordana Melameda W głąb siebie (Manic), w którym wystąpił także w roli Chada. W 2007 najważniejsze amerykańskie wytwórnie wykupiły od niego kilka skryptów filmowych. Tego samego roku New Line Cinema ogłosiło, że Bacall będzie autorem scenariusza do pełnometrażowej adaptacji dokumentu The King of Kong: A Fistful of Quarters.

## Filmografia

### Obsada aktorska
- Uwolnić orkę (Free Willy, 1993) jako Perry
- Chłopięcy świat (This Boy's Life, 1993) jako Terry Taylor
- Ulice strachu: Ostatnia odsłona (Urban Legends: Final Cut, 2000) jako Dirk Reynolds
- W głąb siebie (Manic, 2001) jako Chad
- Grindhouse: Death Proof (2007) jako Omar
- Bękarty wojny (Inglourious Basterds, 2009) jako Michael Zimmerman

### Scenarzysta
- W głąb siebie (Manic, 2001)
- Bookies (2003)
- Scott Pilgrim vs. the World (2010)